# Scarabaeus variolosus
Scarabaeus variolosus är en skalbaggsart som beskrevs av Fabricius 1787. Scarabaeus variolosus ingår i släktet Scarabaeus och familjen bladhorningar. Inga underarter finns listade i Catalogue of Life.

## Bildgalleri

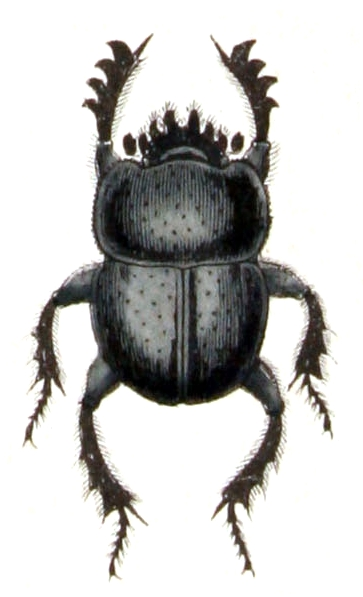
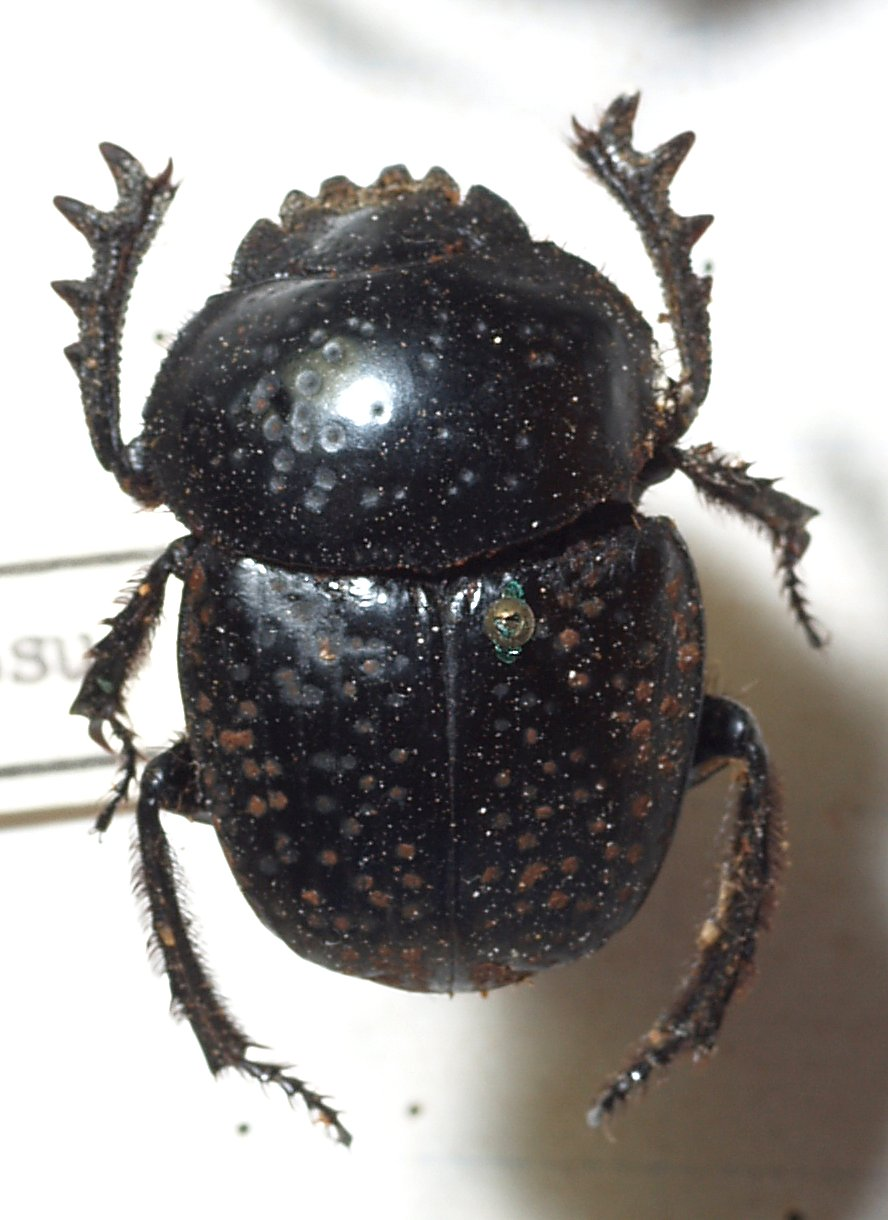